# عارضو فورد
وكالة عارضي أزياء فورد، أو كما هو معروف اليوم عارضات فورد ، هي وكالة عارضات أزياء أمريكية دولية مقرها في مدينة نيويورك. تأسست في عام 1946 من قبل إيلين فورد وزوجها جيرارد دبليو. فورد.

## الشركة
وقد بدأ موديلات فورد في عام 1946 من قبل ايلين وجيرار جورج «جيري» فورد. وكان فورد أول شركة تقدمه عارضات كوظيفة. كانت عائلة فورد تسمح لعارضات الأزياء المراهقيات الذين نشأوا بعيدا عن مدينة نيويورك بالبقاء في وطنهم.
كانت الشركة وكالة عارضي أزياء نيويورك البارزة حتى فتح جون كاسابلانكاس من ايليت موديل مانجمنت في مدينة نيويورك، مما أدى إلى «حروب عروض أزياء» من عقد 1980. فورد، مثل العديد من الوكالات الأصلية في عقد 1970، الآن أخذ مجال أوسع في التنافس، مثل وكالة ومان مانجمنت، وكالة أي أم جي، وكالة دي أن أي موديل مانجمنت.

## عارضات أزياء فورد
- مود آدامس
- كيم اليكسيس
- كارول ألت
- جوانا باكالسو
- كاترينا بالف
- كيم بايسنجر
- جيليلا بيكيل
- بيردي بيل
- كانديس بيرغن
- كارون بيرنشتاين
- جوستين بيتيكون
- بيلي بلير
- سارة بلاكامور
- كريستي برينكلي
- بيبي بيل
- أماندا بينز
- بروك بورك
- سوزي تشافي
- جينا تشوي
- هيلي كلاوسون
- دايان كونتيراتو
- فيلهيلمينا كوبر
- كيت كوردسن
- كورتني كوكس
- يايا داكوستا
- شارلين داش
- شارلوت داوسون
- كريستين ديبيل
- لانا دل راي
- كارمن ديل أوريفيس
- جانيس دیكینسن
- إلسا دوغاباني [6]
- كاتارزينا دولينسكا
- دوفيما
- كارين إيلسون
- داني إيفانز
- نرجس فخري
- باتريشيا فور
- ماثيو فيلكر
- ستايسي-آن فيكير
- ليليان فياريزي
- شاندي فينيسي
- أغنيتا فريبرغ
- ناتاليا غوتسي
- آشلي غراهام
- كارين غراهام
- كايلا غراندي
- بريدجيت هال
- جيري هول
- سوني هارنيت
- ليديا هيرست
- تيبي هدرين
- باريس هيلتون
- كريستي هينز
- شانيل إيمان
- إلين إيروين
- بيفرلي جونسون
- كريستين جونستون
- ستيف جونز
- أليسون كون
- ريكي نويل لاندر
- انديا غانتس
- ألي لارتر
- ناتالي لولين
- دوريان ليه
- أيمي ليمونس
- نويمي لينوار
- داماريس لويس
- نيكول لينكليتر
- بيغي ليبتون[7]
- كيمبرلي لوك
- إلينا لوهان
- ليندسي لوهان
- بيكسي لوت
- إريكا لوكاس
- آلي ماكغرو
- جافين ماكنتوش
- إيل ماكفيرسون
- إيفا مارسيل
- ميلاني ماركيز
- كلو مارشال
- كيم ماتولوفا
- كارين مكدوجال
- كريستن ماكمينامي
- شوشا منيغيل
- جنيفر ميسيلير
- آنا كلوديا ميشيل
- نعيمة مورا
- بريدجيت مويناهان
- كارولين ميرفي
- أجوما ناسينيانا
- فلافيا دي أوليفيرا
- ناتالي باك
- سوزي باركر
- جان باتشيت
- تيرا باتريك
- بريتا بيترسونس
- توري برافر
- إميلي راتاجكوسكي
- رايفن سيمون
- بار رفائيلي
- كريستال رين
- تشارو رونكيلو
- أمبير روز
- جينيفر روبين
- جيني رونك
- رينيه روسو
- ماري جين راسل
- جيسيكا سانتياغو
- إينيس ساستر
- ميكايلا شيباني
- مونيكا شنار
- إنغريد شرام
- بري سكلارك
- ستيفاني سايمور
- بروك شيلدز
- جان شريمبتون
- مايشا سيمبسون
- تاتيانا سوروكو
- مارثا ستيوارت
- هيذر ستوهلر
- كيم ستولز
- شارون ستون
- باربرا سومرز
- روزي تارنر
- فابيان تيروينغي
- شيريل تيغز
- أنالي تيبتون
- آشلي تيسديل
- بينيلوبي تري
- كريستي تورلينغتون
- تويغي
- فريدريك فان دير وال
- فنديلا كيرزيبوم
- كلوديا فاغنر
- فيرونيكا ويب
- ميسا فافيرو
- أليك ويك
- أنتونيا ياكوبيسكو

## عارضو أزياء فورد
- أندرسون كوبر
- برنت هوف
- فرانسيسكو لاتشوسكي
- ريان لوكتي
- كيلن لوتز[8]
- كيفين نافاين
- سبنسر سوثيرلاند

## روابط خارجية
- Ford Motor Company Latest Models
- Ford Models Blog نسخة محفوظة 10 ديسمبر 2018 على موقع واي باك مشين.
- Ford Artists
- fordPROJECT نسخة محفوظة 20 أبريل 2017 على موقع واي باك مشين.
- Ford Models – New York in the دليل عارضات الأزياء